# Cuba/Extraterrestre
Cuba/Extraterrestre è un singolo del cantautore Eugenio Finardi, estratto come 45 giri dall'album Blitz del 1978.

## Tracce
Lato A
1. Cuba (Eugenio Finardi)

Lato B
1. Extraterrestre – 5:27 (Eugenio Finardi)

## Extraterrestre
Il testo della canzone racconta di un uomo solitario che cerca di comunicare telepaticamente con un extraterrestre che lo porti via da questo pianeta per iniziare un'altra vita su un altro pianeta.
L'extraterrestre lo porta in un mondo nuovo e selvaggio dove vive davvero adesso completamente solo.
L'uomo solitario scopre che nel nuovo pianeta "le sue paure sono aumentate, dalla solitudine amplificate" e cerca di contattare l'extraterrestre affinché lo riporti indietro, nella sua casa.
È stato poi ripubblicato in versione live su Strade (1984), nella raccolta La forza dell’amore (1990), in Extraterrestre e altri successi (1998), nel terzo disco di Sessanta (2012) e in Musica ribelle Live (2013)